# Jeanne Collonge
Jeanne Collonge (* 30. März 1987 in Firminy) ist eine französische Triathletin. Sie ist nationale Meisterin auf der Triathlon-Langdistanz (2012) und wird in der Bestenliste französischer Triathletinnen auf der Ironman-Distanz geführt.

## Werdegang
Jeanne Collonge begann mit Triathlon im Alter von 17 Jahren.
2005 kam sie in den Jugend-Nationalkader und wurde Französische Duathlon-Meisterin. 
2006 wurde sie Triathlon-Vize-Europameisterin bei den Juniorinnen.
Im September 2008 wurde sie Dritte bei der U23-Europameisterschaft.
Im November 2010 startete Jeanne Collonge beim Ironman Florida erstmals auf der Ironman-Distanz (3,86 km Schwimmen, 180,2 km Radfahren und 42,195 km Laufen) und belegte den sechsten Rang.

### Französische Meisterin Triathlon Langdistanz 2012
2012 wurde sie mit ihrem Sieg beim Embrunman Französische Meisterin auf der Triathlon-Langdistanz.
Im Juni 2013 wurde sie Vierte bei der Weltmeisterschaft auf der Triathlon-Langdistanz. Im August konnte sie ihren Erfolg aus dem Vorjahr erfolgreich verteidigen und gewann erneut den Embrunman.
2015 wurde sie hier Zweite. Im Juni 2016 lief sie nach 5:52:24 Stunden als Zweite ins Ziel ein, wurde aber disqualifiziert, da sie eine Zeitstrafe nicht absolviert hatte. Auf der Langdistanz gewann sie im Juli 2016 den Triathlon EDF Alpe d’Huez. 
Im September wurde sie Zweite bei der sechsten Austragung des Ironman Wales.
Im September 2018 wurde sie Dritte bei der Erstaustragung des Ironman 70.3 Nizza und 2021 wurde sie hier Vierte. 2022 gewann die damals 35-Jährige im September den Ventouxman über die Mitteldistanz am Lac Piolenc. Im Ironman Lanzarote wurde Collonge im Mai 2023 Dritte, nachdem sie hier im Vorjahr noch den vierten Rang belegt hatte.
Im Mai 2025 wurde die 38-Jährige wie im Vorjahr Zweite im Ironman Lanzarote.
Jeanne Collonge wird trainiert von Yves Cordier (Triathlon-Europameister 1989).

## Sportliche Erfolge
| Datum/Jahr    | Platz | Wettbewerb                                                      | Austragungsort  | Zeit     | Bemerkung |
| ------------- | ----- | --------------------------------------------------------------- | --------------- | -------- | --- |
| 19. Okt. 2024 | 2     | Ironman 70.3 Cascais                                            | Cascais         | 04:15:20 | |
| 18. Sep. 2022 | 1     | Ventouxman                                                      | Lapalud         | 05:36:49 | |
| 12. Sep. 2021 | 4     | Ironman 70.3 Nizza                                              | Nizza           | 04:45:43 | |
| Sep. 2019     | 1     | Ventouxman                                                      | Embrun          |          | |
| 5. Okt. 2019  | 3     | Ironman 70.3 Lanzarote                                          | Lanzarote       | 04:11:23 | Austragung ohne das Schwimmen                                                                                                  |
| 16. Sep. 2018 | 3     | Ironman 70.3 Nizza                                              | Nizza           | 04:55:10 | |
| 1. Sep. 2018  | 3     | Triathlon de Gérardmer                                          | Gérardmer       | 05:06:11 | |
| 5. Sep. 2015  | 1     | Triathlon de Gérardmer                                          | Gérardmer       | 04:59:15 | Siegerin in den Vogesen |
| 26. Juli 2015 | 1     | 5150 Marseille                                                  | Marseille       | 02:11:15 | |
| 18. Mai 2014  | 1     | Ironman 70.3 Pays d'Aix France                                  | Aix-en-Provence | 04:27:11 | |
| 26. Jan. 2014 | 5     | Ironman 70.3 South Africa                                       | East London     | 04:51:08 | |
| 8. Juli 2012  | 3     | Ironman 70.3 Norway                                             | Haugesund       | 04:25:18 | hinter Mary Beth Ellis und Michelle Vesterby                                                                                   |
| 29. Apr. 2012 | 3     | TriStar 111 Cannes                                              | Cannes          | 04:02:39 | Dritte hinter Delphine Pelletier und Lisa Hütthaler bei der Erstaustragung (1 km Schwimmen, 100 km Radfahren und 10 km Laufen) |
| 22. Sep. 2011 | 2     | Ironman 70.3 Pays D'Aix France                                  | Aix en Provence | 04:25:18 | hinter Mary Beth Ellis |
| 15. Aug. 2011 | 1     | Embrunman                                                       | Embrun          | 02:21:49 | Kurzdistanz |
| 3. Sep. 2011  | 2     | Triathlon de Gérardmer                                          | Gérardmer       |          | beim Triathlon XL (Halb-Ironman)                                                                                               |
| 6. Sep. 2009  | 3     | Ironman 70.3 Monaco                                             | Monaco          | 04:52:27 | 1,9 km Schwimmen, 90 km Radfahren und 21,1 km Laufen                                                                           |
| 6. Sep. 2008  | 3     | ETU Triathlon European Championship U23                         | Pulpí           | 02:12:55 | Dritte bei der U23-Europameisterschaft                                                                                         |
| 15. Aug. 2008 | 2     | Embrunman                                                       | Embrun          | 02:29:05 | Zweite auf der Kurzdistanz |
| 31. Mai 2008  | 2     | FRA Triathlon National Championships                            | Belfort         | 02:02:15 | Vize-Staatsmeisterin auf der Kurzdistanz                                                                                       |
| 16. Juni 2007 | 1     | Alpen-Triathlon                                                 | Schliersee      | 02:18:09 | ITU Triathlon European Cup |
| 3. Sep. 2006  | 15    | ITU Short Distance Triathlon World Championship Junior Women    | Lausanne        | 01:08:14 | in der Jugend-Klasse |
| 23. Juni 2006 | 2     | ETU Short Distance Triathlon European Championship Junior Women | Autun           | 01:06:51 | Vize-Europameisterin in der Jugend-Klasse, hinter der Ukrainerin Julija Jelistratowa                                           |

| Datum/Jahr    | Platz | Wettbewerb                                      | Austragungsort    | Zeit     | Bemerkung |
| ------------- | ----- | ----------------------------------------------- | ----------------- | -------- | --- |
| 30. Juli 2025 | 3     | Triathlon EDF Alpe d’Huez                       | Alpe d’Huez       | 06:26:35 | auf der Langdistanz                                                                                                  |
| 17. Mai 2025  | 2     | Ironman Lanzarote                               | Puerto del Carmen | 09:37:36 | hinter der Britin Lucy Charles-Barclay                                                                               |
| 22. Sep. 2024 | 12    | Ironman World Championships                     | Nizza             | 09:34:42 | |
| 18. Mai 2024  | 2     | Ironman Lanzarote                               | Puerto del Carmen | 09:50:24 | hinter Anne Haug |
| 14. Okt. 2023 | 32    | Ironman Hawaii                                  | Hawaii            | 09:27:40 | |
| 15. Aug. 2023 | 1     | Embrunman                                       | Embrun            | 11:00:05 | |
| 24. Juli 2023 | 1     | Triathlon EDF Alpe d’Huez                       | Alpe d’Huez       | 06:37:40 | Siegerin auf der Langdistanz                                                                                         |
| 20. Mai 2023  | 3     | Ironman Lanzarote                               | Puerto del Carmen | 10:20:53 | |
| 20. Mai 2017  | 4     | Ironman Lanzarote                               | Puerto del Carmen | 10:04:46 | |
| 2. Apr. 2017  | 8     | Ironman South Africa                            | Port Elizabeth    | 09:27:18 | |
| 18. Sep. 2016 | 2     | Ironman Wales                                   | Tenby             | 10:02:44 | |
| 4. Sep. 2016  | 1     | Triathlon de Gérardmer                          | Gérardmer         | 04:57:20 | Siegerin auf der Langdistanz                                                                                         |
| 27. Juli 2016 | 1     | Triathlon EDF Alpe d’Huez                       | Alpe d’Huez       | 06:33:32 | Siegerin auf der Langdistanz                                                                                         |
| 19. Juni 2016 | DSQ   | FRA Triathlon National Championships LD         | Baudreix          | –        | Französische Triathlon-Staatsmeisterschaft Mitteldistanz                                                             |
| 5. Sep. 2015  | 1     | Triathlon de Gérardmer                          | Gérardmer         |          | Siegerin auf der Langdistanz                                                                                         |
| 15. Aug. 2015 | 2     | Embrunman                                       | Embrun            | 11:34:51 | |
| 7. Dez. 2014  | 16    | Ironman Western Australia                       | Busselton         | 09:48:55 | |
| 29. Juni 2014 | 7     | Ironman France                                  | Nizza             | 09:50:07 | |
| 22. Sep. 2013 | 2     | Ironman Lake Tahoe                              | Lake Tahoe        | 09:59:43 | Zweite bei der Erstaustragung                                                                                        |
| 15. Aug. 2013 | 1     | Embrunman                                       | Embrun            | 10:56:43 | Siegerin auf der Langdistanz                                                                                         |
| 23. Juni 2013 | 2     | Ironman France                                  | Nizza             | 09:20:51 | persönliche Bestzeit und französischer Rekord                                                                        |
| 1. Juni 2013  | 4     | ITU Long Distance Triathlon World Championships | Belfort           | 04:52:15 | |
| 15. Aug. 2012 | 1     | Embrunman                                       | Embrun            | 11:07:09 | Siegerin auf der Langdistanz und damit Französische Meisterin                                                        |
| 29. Juli 2012 | 7     | ITU Long Distance Triathlon World Championships | Vitoria-Gasteiz   | 06:35:15 | |
| 19. Mai 2012  | 1     | FRA Triathlon National Championships LD         | Calvi             | 04:39:30 | Französische Meisterin auf der Langdistanz beim Triathlon à Calvi (3 km Schwimmen, 80 km Radfahren und 20 km Laufen) |
| 20. Nov. 2011 | 23    | Ironman Arizona                                 | Tempe             | 09:57:26 | |
| 26. Juni 2011 | 5     | Ironman France                                  | Nizza             | 10:04:05 | |
| 6. Nov. 2010  | 6     | Ironman Florida                                 | Panama City       | 09:35:19 | |

(DNF – Did Not Finish)